# Frugières-le-Pin
Frugières-le-Pin est une commune française située dans le département de la Haute-Loire en région Auvergne-Rhône-Alpes.

## Géographie

### Localisation
La commune de Frugières-le-Pin se trouve dans le département de la Haute-Loire, en région Auvergne-Rhône-Alpes.
Elle se situe à 53 km par la route du Puy-en-Velay, préfecture du département, à 11 km de Brioude, sous-préfecture, et à 20 km de Mazeyrat-d'Allier, bureau centralisateur du canton du Pays de Lafayette dont dépend la commune depuis 2015 pour les élections départementales.
Les communes les plus proches sont : 
Domeyrat (2,3 km), Javaugues (2,4 km), Vals-le-Chastel (2,6 km), Lavaudieu (2,7 km), La Chomette (4,4 km), Saint-Préjet-Armandon (4,4 km), Saint-Didier-sur-Doulon (5,3 km), Chaniat (5,4 km).
|           | Javaugues        | Saint-Didier-sur-Doulon |
| Lavaudieu | Frugières-le-Pin | Vals-le-Chastel         |
|           | Domeyrat         |                         |

### Climat
Pour des articles plus généraux, voir Climat d'Auvergne-Rhône-Alpes et Climat de la Haute-Loire.
En 2010, le climat de la commune est de type climat océanique dégradé des plaines du Centre et du Nord, selon une étude du Centre national de la recherche scientifique s'appuyant sur une série de données couvrant la période 1971-2000. En 2020, Météo-France publie une typologie des climats de la France métropolitaine dans laquelle la commune est exposée à un climat de montagne ou de marges de montagne et est dans la région climatique Nord-est du Massif Central, caractérisée par une pluviométrie annuelle de 800 à 1 200 mm, bien répartie dans l’année.
Pour la période 1971-2000, la température annuelle moyenne est de 10,3 °C, avec une amplitude thermique annuelle de 16,2 °C. Le cumul annuel moyen de précipitations est de 695 mm, avec 7,7 jours de précipitations en janvier et 7 jours en juillet. Pour la période 1991-2020, la température moyenne annuelle observée sur la station météorologique de Météo-France la plus proche, « Fontannes », sur la commune de Fontannes à 5 km à vol d'oiseau, est de 11,4 °C et le cumul annuel moyen de précipitations est de 611,9 mm,. Pour l'avenir, les paramètres climatiques de la commune estimés pour 2050 selon différents scénarios d'émission de gaz à effet de serre sont consultables sur un site dédié publié par Météo-France en novembre 2022.

### Hydrographie
La Senouire traverse le territoire communal, au sud.

## Urbanisme

### Typologie
Au 1er janvier 2024, Frugières-le-Pin est catégorisée commune rurale à habitat très dispersé, selon la nouvelle grille communale de densité à sept niveaux définie par l'Insee en 2022.
Elle est située hors unité urbaine. Par ailleurs la commune fait partie de l'aire d'attraction de Brioude, dont elle est une commune de la couronne,. Cette aire, qui regroupe 39 communes, est catégorisée dans les aires de moins de 50 000 habitants,.

### Occupation des sols
L'occupation des sols de la commune, telle qu'elle ressort de la base de données européenne d’occupation biophysique des sols Corine Land Cover (CLC), est marquée par l'importance des territoires agricoles (54,8 % en 2018), une proportion identique à celle de 1990 (54,8 %). La répartition détaillée en 2018 est la suivante : 
prairies (45,7 %), forêts (45,2 %), zones agricoles hétérogènes (8,5 %), terres arables (0,7 %). L'évolution de l’occupation des sols de la commune et de ses infrastructures peut être observée sur les différentes représentations cartographiques du territoire : la carte de Cassini (XVIIIe siècle), la carte d'état-major (1820-1866) et les cartes ou photos aériennes de l'IGN pour la période actuelle (1950 à aujourd'hui).

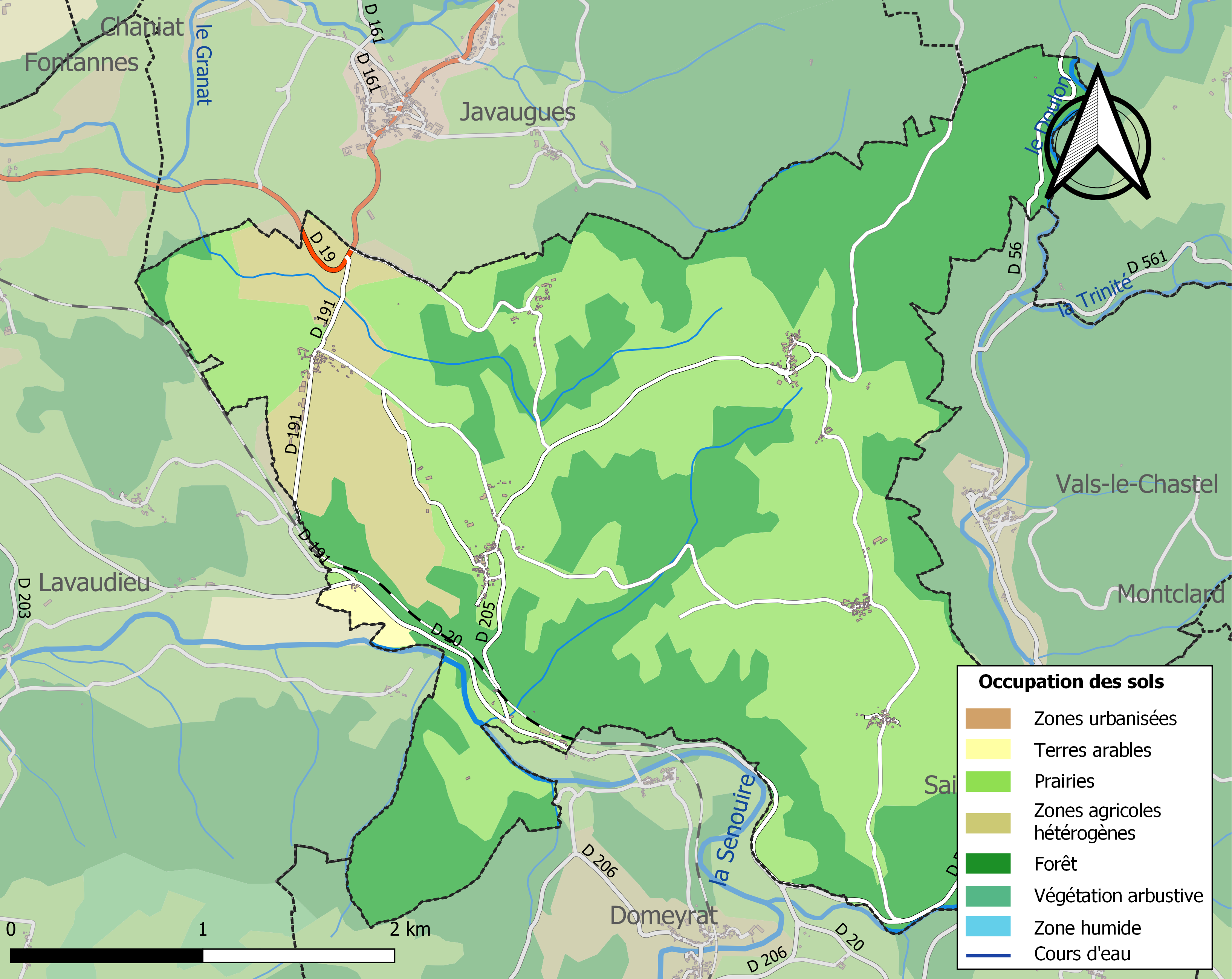
Carte des infrastructures et de l'occupation des sols de la commune en 2018 (CLC).

### Hameaux
La commune compte, outre son bourg, plusieurs hameaux :

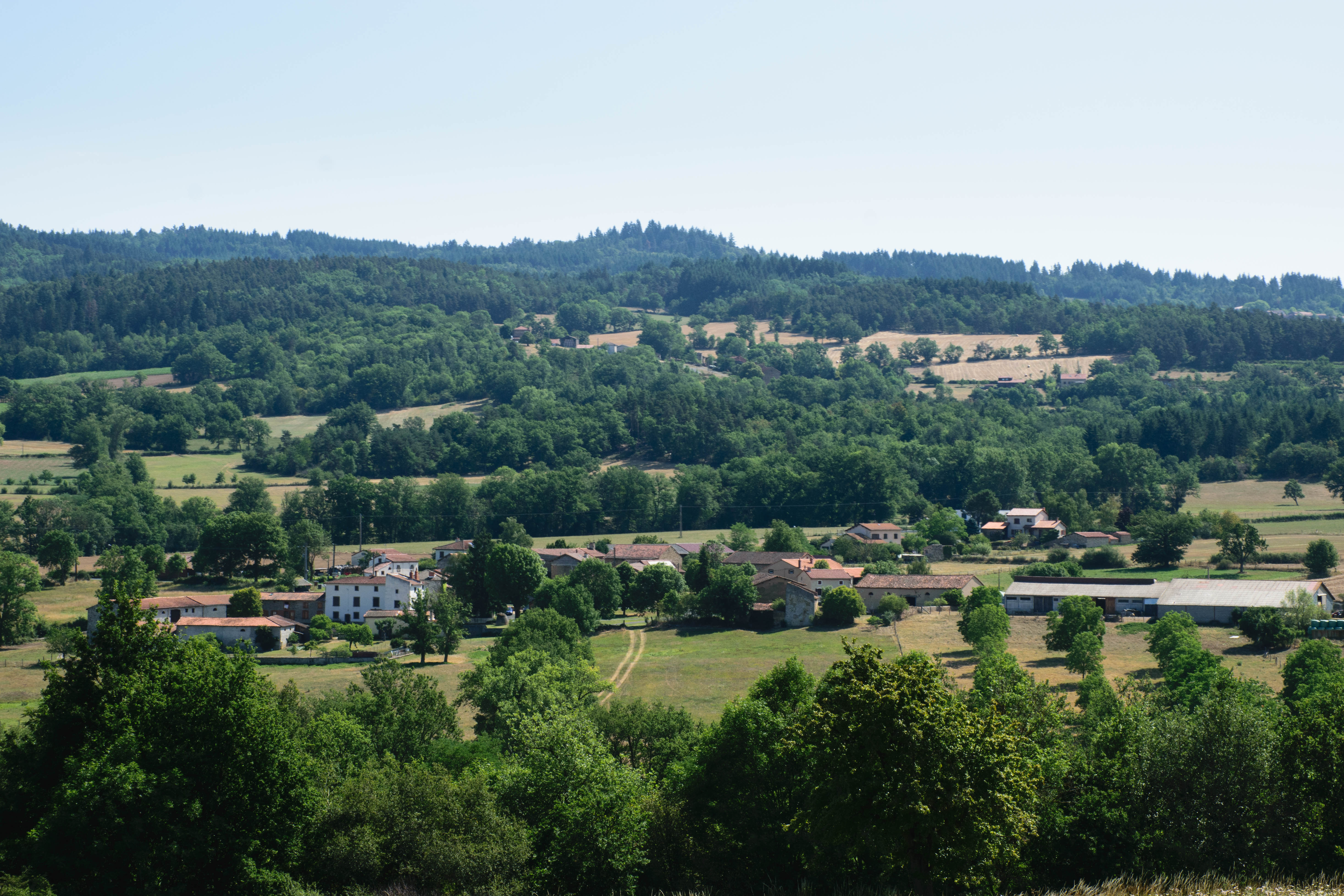
Le Chariol.

- Aubagnat (nord-est) ;
- Fiossat (nord) ;
- Frugières-Gare (sud) ;
- Le Chariol (nord-nord-ouest)
- Le Pin (est) ;
- Vourlhat (sud-est).

### Habitat et logement
En 2018, le nombre total de logements dans la commune était de 127, alors qu'il était de 126 en 2013 et de 122 en 2008.
Parmi ces logements, 54,1 % étaient des résidences principales, 26,6 % des résidences secondaires et 19,3 % des logements vacants. Ces logements étaient pour 98,6 % d'entre eux des maisons individuelles et pour 0,7 % des appartements.
Le tableau ci-dessous présente la typologie des logements à Frugières-le-Pin en 2018 en comparaison avec celle de la Haute-Loire et de la France entière. Une caractéristique marquante du parc de logements est ainsi une proportion de résidences secondaires et logements occasionnels (26,6 %) supérieure à celle du département (16,1 %) et à celle de la France entière (9,7 %). Concernant le statut d'occupation de ces logements, 88 % des habitants de la commune sont propriétaires de leur logement (87,9 % en 2013), contre 70 % pour la Haute-Loire et 57,5 pour la France entière.
| Typologie                                               | Frugières-le-Pin | Haute-Loire | France entière |
| ------------------------------------------------------- | ---------------- | ----------- | -------------- |
| Résidences principales (en %)                           | 54,1             | 71,5        | 82,1           |
| Résidences secondaires et logements occasionnels (en %) | 26,6             | 16,1        | 9,7            |
| Logements vacants (en %)                                | 19,3             | 12,4        | 8,2            |

## Politique et administration

### Découpage territorial
La commune de Frugières-le-Pin est membre de la communauté de communes Brioude Sud Auvergne, un établissement public de coopération intercommunale (EPCI) à fiscalité propre créé le 11 décembre 2018 dont le siège est à Brioude. Ce dernier est par ailleurs membre d'autres groupements intercommunaux.
Sur le plan administratif, elle est rattachée à l'arrondissement de Brioude, au département de la Haute-Loire, en tant que circonscription administrative de l'État, et à la région Auvergne-Rhône-Alpes.
Sur le plan électoral, elle dépend du canton du Pays de Lafayette pour l'élection des conseillers départementaux, depuis le redécoupage cantonal de 2014 entré en vigueur en 2015, et de la deuxième circonscription de la Haute-Loire pour les élections législatives, depuis le redécoupage électoral de 1986.

### Liste des maires
| Période                                  | Période   | Identité        | Étiquette | Qualité                                                             |
| ---------------------------------------- | --------- | --------------- | --------- | ------------------------------------------------------------------- |
| Les données manquantes sont à compléter. |           |                 |           |                                                                     |
| 1919                                     | ?         | Julien Fayolle  | Radical   | Juge au Tribunal de commerce de Brioude, député, conseiller général |
| avant 1937                               | ?         | J.Lhomenède     | SFIO      | Conseiller général                                                  |
| avant 1981                               | ?         | Bernard Laurent |           |                                                                     |
| ...                                      | mars 2008 | Alain Guicheney | DVG       |                                                                     |
| mars 2008                                | En cours  | Maurice Laurent |           |                                                                     |

## Population et société

### Démographie

#### Évolution démographique
L'évolution du nombre d'habitants est connue à travers les recensements de la population effectués dans la commune depuis 1793. Pour les communes de moins de 10 000 habitants, une enquête de recensement portant sur toute la population est réalisée tous les cinq ans, les populations de référence des années intermédiaires étant quant à elles estimées par interpolation ou extrapolation. Pour la commune, le premier recensement exhaustif entrant dans le cadre du nouveau dispositif a été réalisé en 2005.

En 2022, la commune comptait 182 habitants, en évolution de +16,67 % par rapport à 2016 (Haute-Loire : +0,36 %, France hors Mayotte : +2,11 %).
| 1793 | 1800 | 1806 | 1821 | 1831 | 1836 | 1841 | 1846 | 1851 |
| ---- | ---- | ---- | ---- | ---- | ---- | ---- | ---- | ---- |
| 354  | 391  | 474  | 504  | 536  | 528  | 475  | 539  | 520  |

| 1856 | 1861 | 1866 | 1872 | 1876 | 1881 | 1886 | 1891 | 1896 |
| ---- | ---- | ---- | ---- | ---- | ---- | ---- | ---- | ---- |
| 495  | 481  | 534  | 492  | 510  | 524  | 473  | 455  | 474  |

| 1901 | 1906 | 1911 | 1921 | 1926 | 1931 | 1936 | 1946 | 1954 |
| ---- | ---- | ---- | ---- | ---- | ---- | ---- | ---- | ---- |
| 488  | 464  | 441  | 447  | 420  | 397  | 394  | 346  | 323  |

| 1962 | 1968 | 1975 | 1982 | 1990 | 1999 | 2005 | 2006 | 2010 |
| ---- | ---- | ---- | ---- | ---- | ---- | ---- | ---- | ---- |
| 280  | 213  | 149  | 120  | 131  | 121  | 140  | 142  | 135  |

| 2015 | 2020 | 2022 | - | - | - | - | - | - |
| ---- | ---- | ---- | - | - | - | - | - | - |
| 155  | 181  | 182  | - | - | - | - | - | - |

#### Pyramide des âges
La population de la commune est relativement jeune.
En 2018, le taux de personnes d'un âge inférieur à 30 ans s'élève à 32,5 %, soit au-dessus de la moyenne départementale (31 %). À l'inverse, le taux de personnes d'âge supérieur à 60 ans est de 23,2 % la même année, alors qu'il est de 31,1 % au niveau départemental.
En 2018, la commune comptait 79 hommes pour 87 femmes, soit un taux de 52,41 % de femmes, légèrement supérieur au taux départemental (50,87 %).
Les pyramides des âges de la commune et du département s'établissent comme suit.
| Hommes | Classe d’âge | Femmes |
| ------ | ------------ | ------ |
| 1,2    | 90 ou +      | 1,1    |
| 4,7    | 75-89 ans    | 8,4    |
| 18,6   | 60-74 ans    | 12,6   |
| 23,3   | 45-59 ans    | 24,2   |
| 20,9   | 30-44 ans    | 20,0   |
| 11,6   | 15-29 ans    | 10,5   |
| 19,8   | 0-14 ans     | 23,2   |

| Hommes | Classe d’âge | Femmes |
| ------ | ------------ | ------ |
| 0,9    | 90 ou +      | 2,5    |
| 8,4    | 75-89 ans    | 11,7   |
| 20,4   | 60-74 ans    | 20,5   |
| 21,3   | 45-59 ans    | 20,3   |
| 16,8   | 30-44 ans    | 16,3   |
| 15,2   | 15-29 ans    | 13,2   |
| 17     | 0-14 ans     | 15,6   |

## Économie

### Revenus
En 2018, la commune compte 70 ménages fiscaux, regroupant 161 personnes. La médiane du revenu disponible par unité de consommation est de 20 070 € (20 800 € dans le département).

### Emploi
| Division       | 2008  | 2013  | 2018  |
| -------------- | ----- | ----- | ----- |
| Commune        | 4,7 % | 9,6 % | 11 %  |
| Département    | 6,3 % | 7,7 % | 7,7 % |
| France entière | 8,3 % | 10 %  | 10 %  |

En 2018, la population âgée de 15 à 64 ans s'élève à 100 personnes, parmi lesquelles on compte 79,8 % d'actifs (68,8 % ayant un emploi et 11 % de chômeurs) et 20,2 % d'inactifs,. En 2018, le taux de chômage communal (au sens du recensement) des 15-64 ans est supérieur à celui du département et de la France, alors qu'en 2008 la situation était inverse.
La commune fait partie de la couronne de l'aire d'attraction de Brioude, du fait qu'au moins 15 % des actifs travaillent dans le pôle,. Elle compte 15 emplois en 2018, contre 24 en 2013 et 11 en 2008. Le nombre d'actifs ayant un emploi résidant dans la commune est de 70, soit un indicateur de concentration d'emploi de 21,4 % et un taux d'activité parmi les 15 ans ou plus de 62 %.
Sur ces 70 actifs de 15 ans ou plus ayant un emploi, 13 travaillent dans la commune, soit 18 % des habitants. Pour se rendre au travail, 84,2 % des habitants utilisent un véhicule personnel ou de fonction à quatre roues, 1,3 % les transports en commun, 9,2 % s'y rendent en deux-roues, à vélo ou à pied et 5,3 % n'ont pas besoin de transport (travail au domicile).

## Culture locale et patrimoine

### Lieux et monuments
- Musée de la Résistance et de la Déportation Joseph Lhomenède.

### Personnalités liées à la commune
- Joseph Maigne ou Magne (né 1765- décédé à Étampes 1821), terrassier puis entrepreneur en travaux publics.
- Julien Fayolle (1867-1935), maire de Frugières-le-Pin, conseiller général du canton de Paulhaguet, député et sénateur sous la Troisième République.
- Joseph Lhomenède (1895-1944), militant socialiste SFIO, maire de Frugières-le-Pin et conseiller général, résistant, mort en déportation[22].